# Léonce Rosenberg

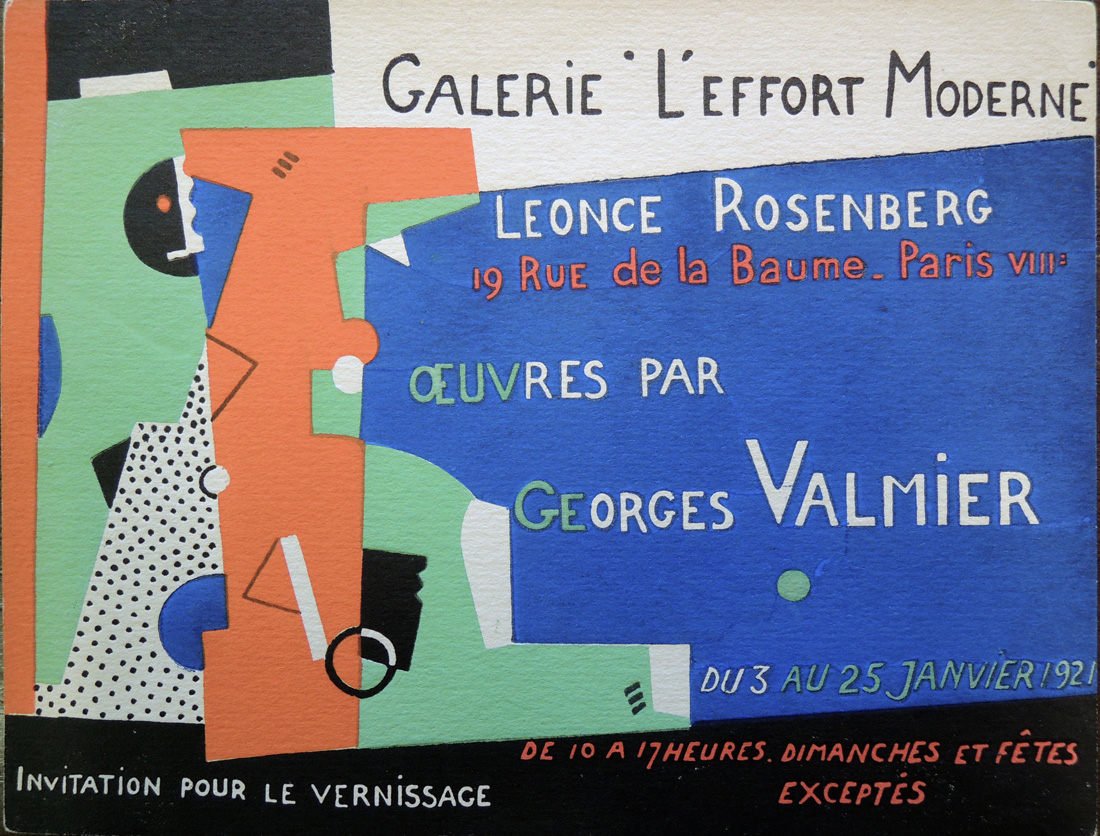
Georges Valmier (1885–1937): Einladung zur Vernissage, Galerie de L'Effort Moderne, Januar 1921. Graphic Arts Collection, Rare Books and Special Collections, Firestone Library, Princeton University

Léonce Rosenberg (* 12. September 1879 in Paris; † 31. Juli 1947 in Neuilly-sur-Seine) war ein bedeutender französischer Kunsthändler und Verleger, der sich vor allem als Förderer des Kubismus und der europäischen Moderne in der ersten Hälfte des 20. Jahrhunderts verdient gemacht hat. Er spielte eine zentrale Rolle bei der Unterstützung von Künstlern wie Georges Braque, Juan Gris, Fernand Léger und Pablo Picasso.

## Leben
Léonce Rosenberg war der Sohn eines Kunst- und Antiquitätenhändlers. Im Jahr 1910 eröffnete er seine erste Galerie unter dem Namen Haute Époque in der Rue de la Baume 19 in Paris. Die Galerie spezialisierte sich zunächst auf französische Antiquitäten, chinesische Kunst und persische Miniaturen. Sein persönliches Interesse galt jedoch zunehmend der modernen Malerei, insbesondere dem Kubismus. Noch vor dem Ersten Weltkrieg begann er mit dem Aufbau einer Sammlung kubistischer Werke, die er vor allem in der Galerie Kahnweiler von Daniel-Henry Kahnweiler erwarb. Mit Kriegsausbruch wurde Kahnweiler als deutscher Staatsbürger ins Exil gezwungen, wodurch die von ihm vertretenen Künstler ihre wirtschaftliche Grundlage verloren. Léonce Rosenberg spielte in dieser Zeit eine zentrale Rolle als Förderer der Kubisten. Auch während seiner eigenen Militärzeit – er war Freiwilliger bei der Hilfsarmee in Meudon und englischer Dolmetscher an der Somme – trat er als Käufer kubistischer Werke auf und schloss zwischen 1916 und 1918 Verträge mit Braque, Gris und Léger. Picasso hingegen wurde weiterhin von Rosenbergs Bruder Paul Rosenberg vertreten. Im März 1918 gründete Léonce Rosenberg die Galerie de l’Effort Moderne, mit der er ambitionierte Ausstellungen moderner Kunst mit Schwerpunkt Kubismus organisierte. Ab 1924 gab er auch das Bulletin de l’Effort Moderne heraus, eine reich illustrierte Kunstzeitschrift, die bis 1927 zehnmal jährlich erschien. Sie diente nicht nur der Werbung für die Galerie, sondern auch als Plattform für die theoretische und kritische Auseinandersetzung mit der zeitgenössischen Kunst. Beiträge und Illustrationen stammten u. a. von Piet Mondrian, Gino Severini und Albert Gleizes. In den 1920er Jahren ließ Léonce Rosenberg sein Pariser Apartment von Künstlern wie Fernand Léger und Francis Picabia dekorieren.

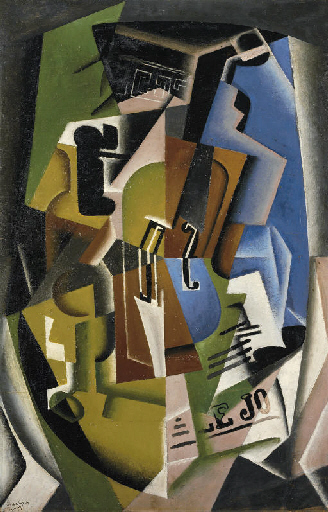
Juan Gris: Violon et journal, 1917. Provenienz: Léonce Rosenberg, Paris (Galerie l'Effort Moderne, no. 5122)

Nach Kriegsende kehrte Daniel-Henry Kahnweiler 1920 nach Paris zurück. Dennoch wird Léonce Rosenberg 1921 von der französischen Regierung als Experte für die Versteigerung der beschlagnahmten Sammlungen Kahnweilers und Wilhelm Uhdes ernannt. Die zwischen 1921 und 1923 durchgeführten Auktionen stießen auf breite Kritik, unter anderem von Braque, der sie als Missachtung Kahnweilers und als Preisverfall empfand. Rosenberg verteidigt sich in seinem Bulletin und betont den Wert der neueren Werke im Vergleich zu den versteigerten Frühwerken. Obwohl viele Künstler zu Kahnweiler zurückkehrten, führte Léonce Rosenberg die Galerie de l’Effort Moderne weiter. Er stellte dort neben postkubistischen Künstlern auch Werke von Diego Rivera, Giorgio de Chirico und Francis Picabia aus. Die Galerie blieb bis 1941 ein wichtiger Ort für moderne Kunst in Paris, wurde dann aber aufgrund der antisemitischen Maßnahmen der nationalsozialistischen Besatzungsmacht geschlossen. Nach dem Zweiten Weltkrieg konnte Rosenberg die Galerie nicht wieder eröffnen. Léonce Rosenberg starb 1947.